# Microdermal piercing

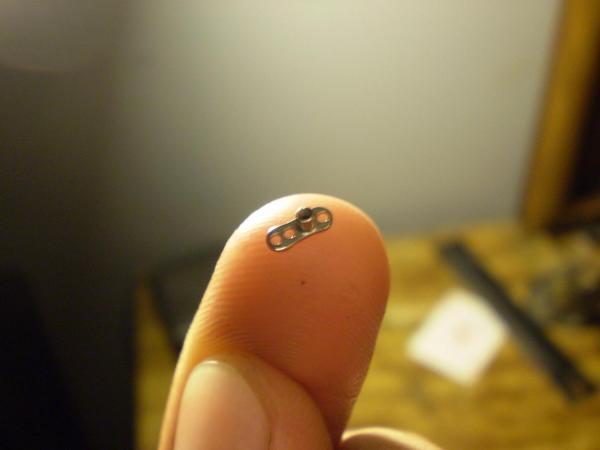
Een nog niet geïmplanteerde microdermal piercing

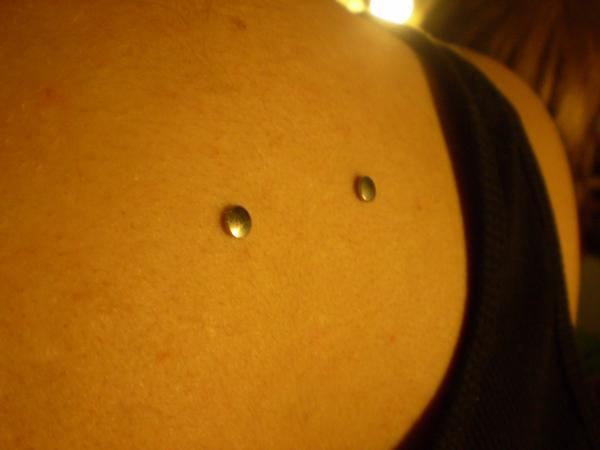
Microdermal piercings

Een microdermal piercing is een huidimplantaat van slechts enkele millimeters klein. In tegenstelling tot de bekende piercing, waarbij de huid wordt doorboord, wordt er met behulp van een punch een gaatje in de lederhuid gemaakt. Wanneer het gaatje gemaakt is wordt het plaatje onder de huid geschoven, in dat plaatje plaatst men een steentje. Deze ingreep is minder pijnlijk dan een normale piercing.
De piercing kan niet zelf verwijderd worden hiervoor moet een arts geraadpleegd worden.